# Djent
Djent este un subgen care provine din metalul progresiv. Se folosesc 7 sau mai multe corzi la chitara si efect overdrive. Este caracterizat de folosirea poliritmurilor și folosirea acordurilor repetitive, amuțite. Denumirea provine de la o onomatopee acreditată lui Fredrick Thordendal, chitaristul trupei Meshuggah.
Cu timpul a aparut si Djent atmosferic. Este folosit de formații precum Meshuggah și SikTh. Ziare  importante caracterizează ca fiind un gen de metal, însă muzicieni ca Stephen Carpenter (Deftones) sau Randy Blythe (Lamb of God) spun că nu este un gen. 